# Tylparua cratericola
Tylparua cratericola är en tvåvingeart som först beskrevs av Hardy 1960.  Tylparua cratericola ingår i släktet Tylparua och familjen platthornsmyggor. Inga underarter finns listade i Catalogue of Life.